# Четыре священных зверя
Четыре символа или четыре священных зверя (вьет. tứ linh / tứ thánh thú) — четыре зверя, защищающие стороны света Вьетнама. Это Лонг (восток), Лан (запад), Куи (север) и Фэнхуан (юг). Эти звери происходят из китайской мифологии, адаптированного мифа о четырёх знаках зодиака: Зелёном драконе, Белом тигре, Чёрной черепахе и Красной птице.
В китайской мифологии считается, что эти четыре животных приносят удачу. Согласно легенде, они помогли первобытному существу Паньгу в создании мира, а позже жили в саду Жёлтого Императора.

## Внешность
- Лонг — вьетнамский дракон.
- Лан — пришедший из китайской мифологии цилинь (Lân/Kỳ Lân, 麟/麒麟, лан или килан).
- Куи (Quy, 龜) — черепаха, один из образов Сюаньу в Китае.
- Фунг (Phụng) — китайский Фэнхуан, король птиц.

## В популярной культуре
В парке Шуойтьен в Хошимине есть четыре развлекательных площадки под названиями «Дворец Лонга», «Дворец Килана», «Озеро Золотой черепахи», «Дворец Короля-феникса».

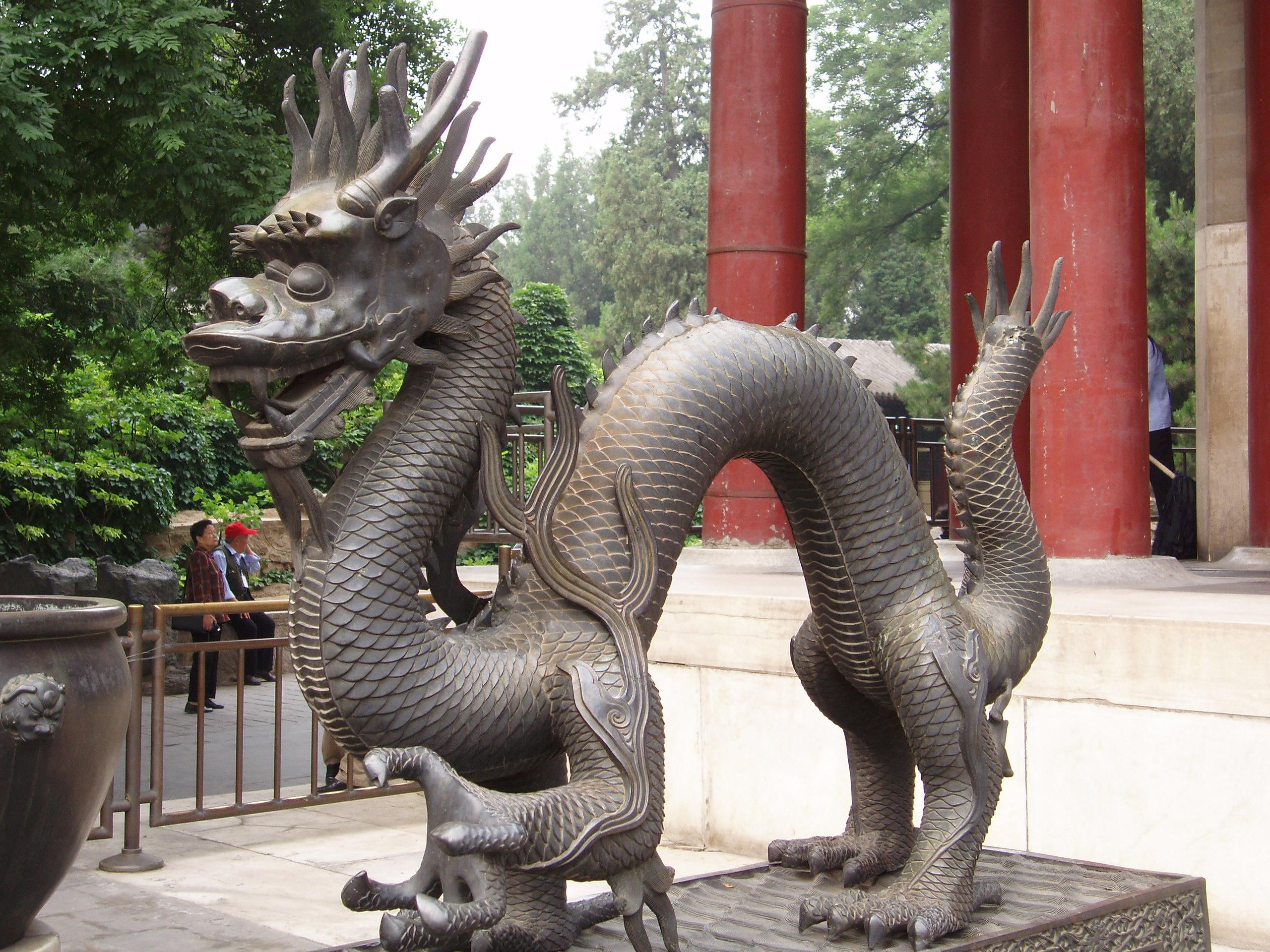
Лонг (龍龙)
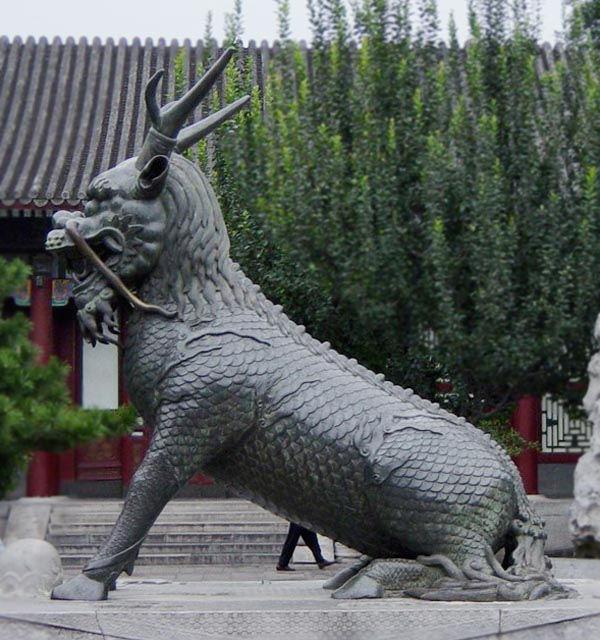
Лан (麒麟)
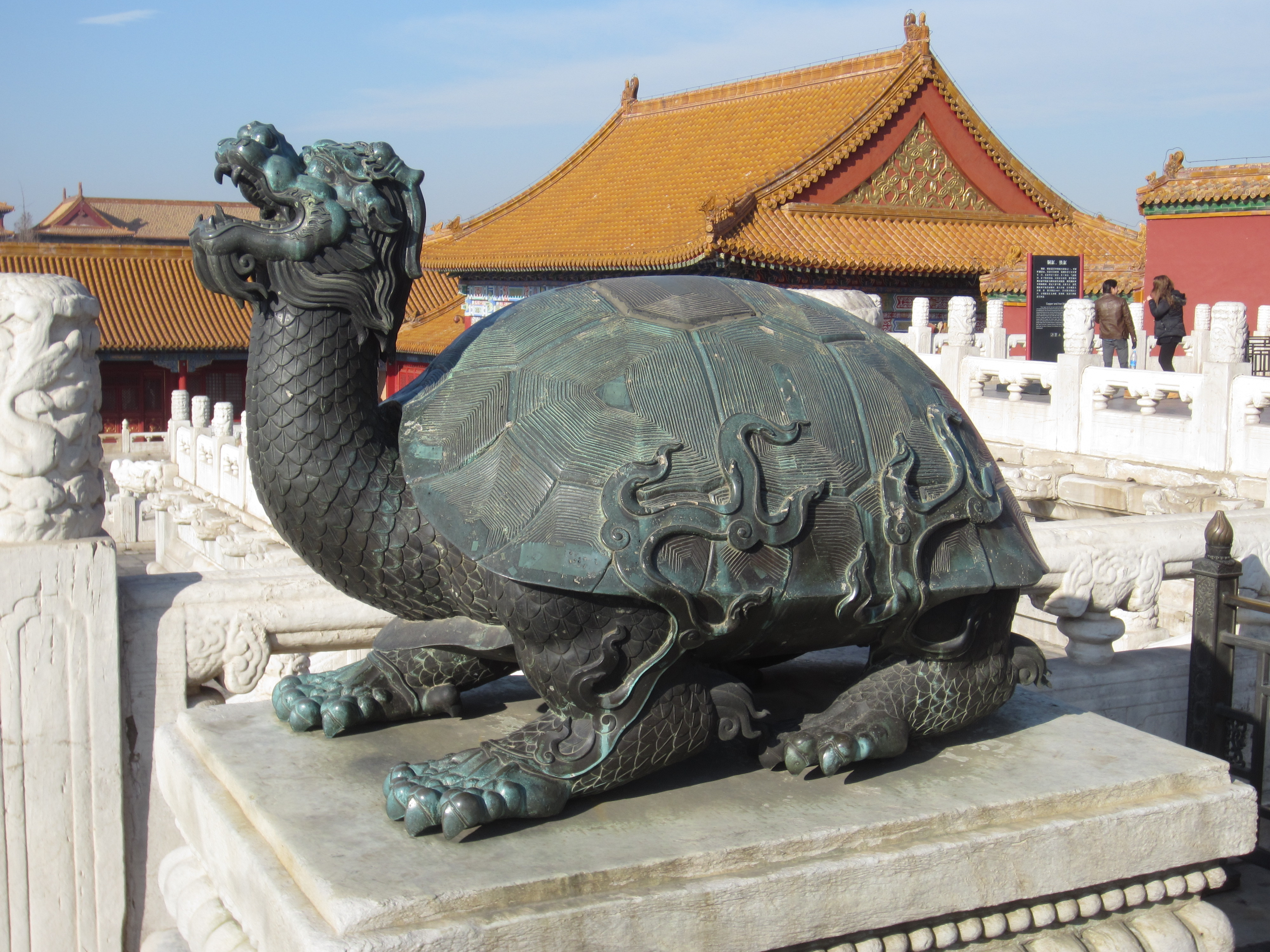
Куи (龜龟)
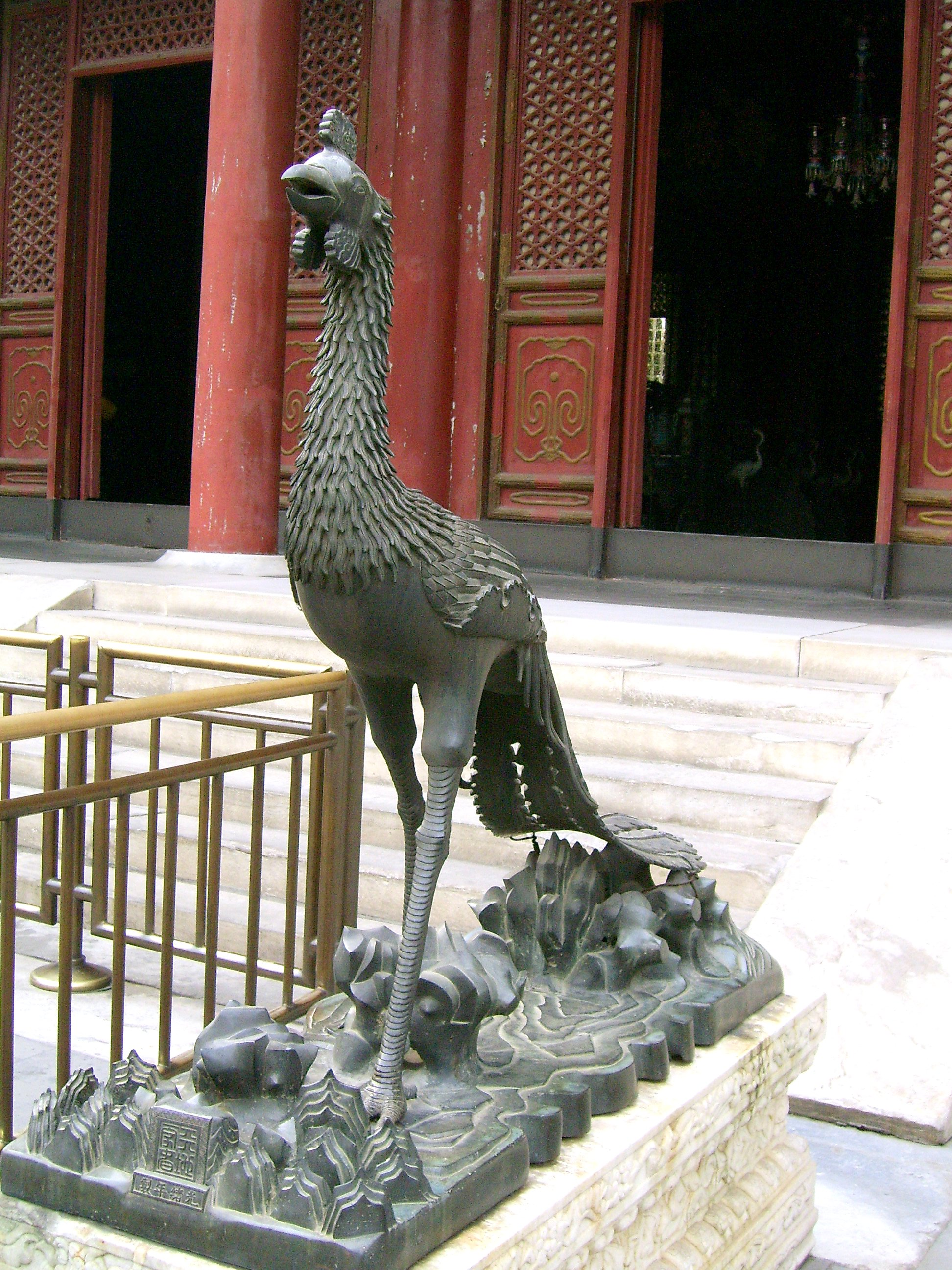
Фунг (鳳凰凤凰)